# Victor Emilius Nierstrasz
Victor Emilius Nierstrasz (Goënga, 27 september 1889 - Voorburg, 9 juli 1967) was een Nederlands militair en historisch onderzoeker.

## Biografie
Victor Emilius Nierstrasz werd geboren als zoon van Johan Nierstrasz, dominee in Goënga en Louise Hendrika Gerard. In mei 1940 maakte hij in de rang van luitenant-kolonel als hoofd van de sectie operatiën deel uit van de staf van het veldleger en maakte zo de Duitse aanval op Nederland in 1940 van nabij mee. Vlak na de Nederlandse capitulatie kreeg hij van de Generale Staf de opdracht om de officiële geschiedschrijving van de oorlogshandelingen in de meidagen van 1940 ter hand te nemen. Dit leidde tot een aantal publicaties, o.a. in de Militaire Spectator. Ook werkte hij mee aan de boekenreeks De Strijd op Nederlands grondgebied tijdens Wereldoorlog II (vanwege de groene kaft in militair-historische kringen bekend geworden als de groene serie), uitgegeven tussen 1951 en 1963.
Daarnaast maakte Nierstrasz na de Tweede Wereldoorlog deel uit van de "Commissie van onderzoek gedragingen bepaalde officieren in meidagen 1940", een in 1947 door de Generale Staf ingestelde commissie die onderzoek deed naar het handelen van Nederlandse officieren tijdens de mei-oorlog in 1940, met als doel officieren die zich misdragen hadden voor de krijgsraad te brengen. In 1948 deed hij bij de Parlementaire enquête naar het regeringsbeleid in de Tweede Wereldoorlog verslag van zijn werkzaamheden.
Voor zijn verdiensten werd Nierstrasz onderscheiden, hij werd officier in de Orde van Oranje-Nassau. Hij ging als generaal-majoor met pensioen, in 1967 overleed hij.

### Auteur
1. Hoe Majoor W. P. Landzaat, Commandant van I-8 R.I., op 13 Mei 1940 op den Grebbeberg sneuvelde. Artikel in de Militaire Spectator, december 1940.
2. Het sneuvelen van Majoor J. H. A. Jacometti Commandant van II-8 R.I. op 12 Mei 1940. Artikel in de Militaire Spectator, december 1940.
3. De verdediging door Luitenant Kolonel W. F. Hennink, C.-8 R.I. van zijn Commandopost op 13 en 14 Mei op den Grebbeberg. Artikel in de Militaire Spectator, december 1940.
4. De lichte troepen voor de Valleistelling Artikel in de Militaire Spectator, juli 1941.
5. De verdediging van het Maas-Waalkanaal en de Over-Betuwe, mei 1940. Staatsdrukkerij- en Uitgeverijbedrijf, 1952.
6. De verdediging van Noord-Limburg en Noord-Brabant, mei 1940. Staatsdrukkerij- en Uitgeverijbedrijf, 1953.
7. De operatiën van het veldleger en het oostfront van de Vesting Holland, mei 1940. Staatsdrukkerij- en Uitgeverijbedrijf, 1955.
8. Inleiding en algemeen overzicht van de gevechtsdagen van 10-19 mei 1940. Staatsdrukkerij- en Uitgeverijbedrijf, 1957.
9. De geschiedenis van de Nederlandse Commandotroep nr. 2 (Dutch) Troop van nr. 10 (Interallied) Commando en het Korps Insulinde tijdens de Tweede Wereldoorlog. Departement van Defensie. Hoofdkwartier van de Generale Staf. Krijgsgeschiedkundige afdeling, 1959.
10. West- en Noordfront Vesting Holland, mei 1940 : waarin opgenomen de gebeurtenissen in Amsterdam. Staatsdrukkerij- en Uitgeverijbedrijf, 1961.
11. De krijgsverrichtingen op het Zuidfront van de Vesting Holland, (bevat tevens de gevechtshandelingen van de Lichte Divisie), mei 1940. Staatsdrukkerij- en Uitgeverijbedrijf, 1963.

### Mede-auteur en/of medewerker
1. De krijgsverrichtingen ten oosten van de IJssel en in de IJssellinie, mei 1940. Penders, A.F.J. Staatsdrukkerij- en Uitgeverijbedrijf, 1952.
2. De territoriale verdediging van de noordelijke provinciën. Lagas, J.R.H. Staatsdrukkerij- en Uitgeverijbedrijf, 1952.
3. De stelling van Den Helder, mei 1940. Siersema, O.J. Staatsdrukkerij- en Uitgeverijbedrijf, 1960.